# Pelegrín de Uranzu
Pelegrín de Uranzu (Irún siglo XIII) fue un marino y militar guipuzcoano del País Vasco.
Fue capitán de una de las naves que al mando del almirante Ramón Bonifaz tomó parte en el sitio de Sevilla (1247-1248), en el que tuvo actuación destacada al romper el puente de barcas, maderas y cadenas que unía la Torre del Oro con la de Triana el 3 de mayo de 1248.

## Acción en la toma de Sevilla
Trece naos y cinco galeras se presentaron en la entrada del rio Guadalquivir a principios de agosto de 1247. Remontaron el rio hasta la última barrera que era un puente - barrera que los almohades establecieron entre la Torre del Oro y Triana.

Se prepararon dos naves gruesas reforzando sus proas con tablas sujetas con pernos. Una de ellas iba capitaneada por Pelegrín de Uranzu y la otra por Ramón Bonifaz.

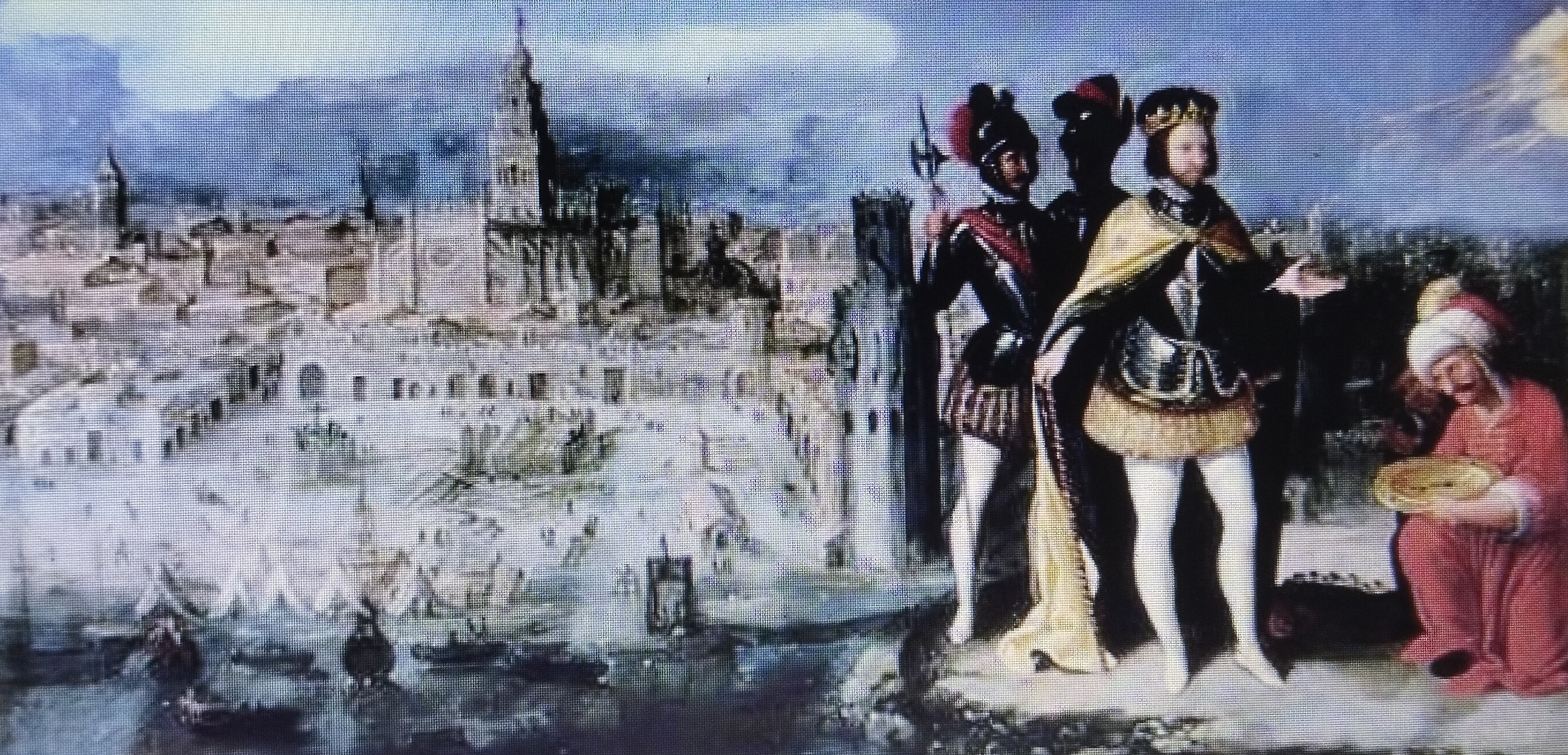
Rendición de Sevilla

Empezó la acción el 3 de mayo de 1248 al subir la marea y con el viento a favor, las naves se lanzaron a toda vela contra el puente. La primera embestida fue la nave de Pelegrín y con la segunda embestida se rompió el puente. Este hecho facilitó el asedio y la toma de Sevilla.
En recompensa de su intervención Fernando III concedió á Pelegrin de Uranzu una pensión vitalicia y le concedió otros beneficios.

## En la cultura
El ayuntamiento de Irún dedicó una calle en su memoria.